# Mavlet Batirov
Mavlet Batirov est un lutteur russe d'origine Daghestanaise, spécialiste de la lutte libre né le 12 décembre 1983 à Khassaviourt (Daghestan). Son frère Adam Batirov est aussi lutteur.

## Biographie
Lors des Jeux olympiques d'été de 2004 se tenant à Athènes et des Jeux olympiques d'été de 2008,  il remporte la médaille d'or en combattant dans la catégorie des -55 kg. Il remporte également la médaille d'or lors des Championnats du monde de 2007 et la médaille de bronze lors des Championnats du monde de 2006. Au niveau européen, il remporte le titre en 2007 et la médaille de bronze en 2003.